# José Manuel Jiménez Berroa
José Manuel Jiménez Berroa, genannt Lico (* 7. Dezember 1855 in Trinidad, Kuba; † 15. Januar 1917 in Hamburg) war ein kubanischer Komponist, Pianist und Musikpädagoge.

## Leben und Wirken
Jiménez Berroa erhielt den ersten Unterricht durch seinen Vater, José Julián Jiménez (1833 – ca. 1890). Dieser hatte bereits am Konservatorium Leipzig Violine, Klavier und Komposition bei Ferdinand David, Ignaz Moscheles und Ritter studiert. 1867 kam Jiménez Berroa zusammen mit seinem Bruder, dem Cellisten Nicasio, nach Hamburg, wo er bei Carl Armbrust Klavier und Orgel studierte. 1869 ging er nach Leipzig, wo er am dortigen Konservatorium – wie schon sein Vater – bei Ignaz Moscheles sowie Carl Reinecke, Richter und Salomon Jadassohn studierte.
1875 schloss José Jiménez das Studium mit Diplom ab. Er bildete mit seinem Bruder und seinem Vater das Jiménez-Trio, das sich Trío de los Negros oder Neger-Trio nannte und mit großem Erfolg zeitgenössische Salonmusik spielte. Es war eines der ersten afroamerikanischen Ensembles überhaupt in Europa. Das Trio unternahm ausgedehnte und erfolgreiche Konzertreisen durch alle Großstädte Europas und dessen Fürstenhöfe.
Jiménez bewarb sich als Student am Conservatoire de Paris, wo er sich unter Ambroise Thomas und Antoine François Marmontel weiterbildete. 1876 bekam er das Diplom des Conservatoire und errang den 1. Preis. Danach folgte ein zweijähriger Aufenthalt auf Schloss Chenonceau, 1879 kehrte er nach Kuba zurück. Im September 1890 ließ er sich als Konzertpianist und als Klavier- und Gesangslehrer in Hamburg nieder. Er wirkte am Konservatorium Krüß-Färber als Leiter der Ausländerklassen und seit 1892 als zweiter Direktor. Er war mit der deutschen Emma Mina Filter verheiratet, aus der Ehe gingen drei Kinder hervor, darunter die Töchter Marié und Andréa.

## Kompositionen (Auswahl)
- Elegie D-Dur
- Melodie E-Dur
- Polonaise für Violine und Klavier D-Dur
- Präludium und Fuge nach einem Thema von Bach in g-Moll
- Legende für Violine und Klavier g-Moll
- Murmelndes Lüftchen nach Adolf Jensen in Ges-Dur
- Fünf Lieder
- Valse Caprice Des-Dur
- Solitude A-Dur
- Spanische Rhapsodie g-Moll für 2 Klaviere Jota Aragonesa
- Kubanische Rhapsodie E-Dur
- Asra, e-Moll, nach einem Text von Heinrich Heine
- Estúdio sinfónico für Orchester